# Efva Attling

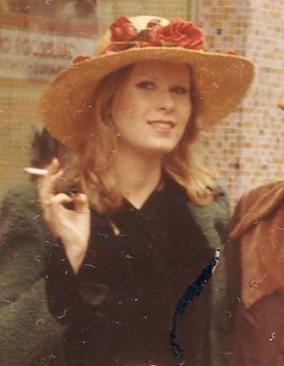
Efva Attling, 1971

Efva Attling (ur. 18 lutego 1952 r. w Sztokholmie) – szwedzka projektantka biżuterii, była wokalistka.
W latach osiemdziesiątych występowała w zespole X Models. Ich największy przebój to Two of Us (pol. Dwie z nas). Następnie pracowała jako projektantka biżuterii w domach Levi i H&M, a od połowy lat dziewięćdziesiątych zaczęła tworzyć na własny rachunek. Jej ozdoby noszą między innymi takie gwiazdy, jak Madonna, Jennifer Aniston czy Kylie Minogue.
Attling była mężatką (związek z poetą Niklasem Stromstedtem, mają dziecko). Od roku 1996 jest w prawnym związku ze szwedzką piosenkarką pop Evą Dahlgren.